# Dorcadion acutispinum
Dorcadion acutispinum là một loài bọ cánh cứng trong họ Cerambycidae.